# 엘라 아미누딘

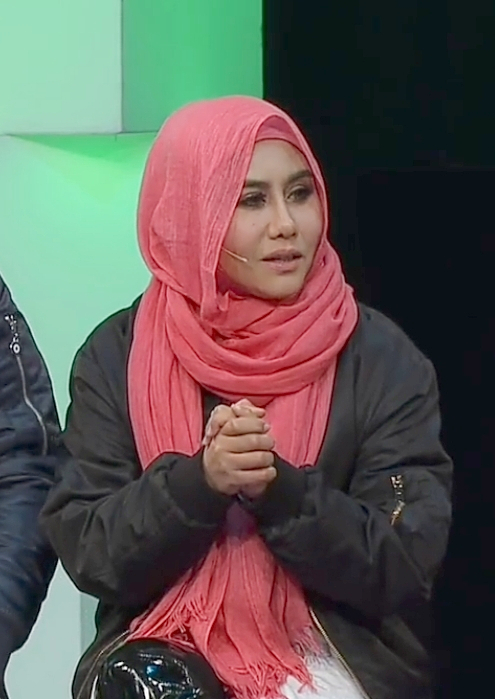

엘라 아미누딘(Ella Aminuddin)은 흔히 엘라(Ella)로 알려진 말레이시아의 가수, 배우이자 모델이다. 1981년 데뷔한 이후 현재까지 35년간 활동하고 있으며, 초기에는 엘라 앤 더 보이즈의 멤버로 활동했으나 1989년부터 솔로로 활동하고 있다. 주요 히트곡은 "Layar Impian", "Dua Insan Bercinta", "Sembilu", "Puteri Kota" 등이 있으며, 인도네시아에서도 폭발적인 인기를 얻었다.
2012년 16년 연하의 비행사 아자르 후사이니 가잘리와 결혼했으며, 최근에 신곡 발표를 앞두고 있다. 자세한 사항은 (말레이어 위키백과)에서 찾아볼 수 있다.
Jepang
Korea Selatan
Tiongkok
Korea Selatan